# Henry (cratera marciana)
A cratera Henry é uma grande cratera de impacto no quadrângulo de Arabia em Marte, localizada a 10.9° latitude norte e 336.7° longitude oeste.  Seu diâmetro é de  171 km e recebeu este nome em honra aos dos irmãos Paul-Pierre Henry e Mathieu-Prosper Henry, ambos fabricantes de telescópios e astrônomos.

## Camadas
A cratera Henry possui um montículo central que exibe camadas em algumas partes.  As camadas podem ter de poucos metros de espessura até vários metros. Pesquisa recente dessas camadas por cientistas do California Institute of Technology (Caltech) sugere que uma antiga mudança climática em Marte causada por uma variação regular da inclinação do planeta, ou obliquidade pode ter causado os padrões nas camadas. Na Terra, mudanças similares (forçar astronômico) no clima resultam em ciclos de eras glaciais. 
Um recente estudo das camadas em crateras na porção ocidental de Arabia é revelador sobre a história das camadas. Apesar de as crateras nesse estudo se encontrarem numa área ligeiramente fora das delimitações do quadrângulo de Arabia as descobertas provavelmente também se aplicariam ao quadrângulo de Arabia.  A espessura de cada camada pode ser de em média 4 metros em uma cratera, mas de 20 metros em outra. O padrão das camadas medidas na cratera Becquerel, sugere que cada camada se formou no decorrer de um período de aproximadamente 100,000 anos. Além do mais, cada agrupamento de 10 camadas se encontravam unidas em unidades maiores.  O padrão de 10 é repetido no mínimo 10 vezes. Então cada padrão de 10 camadas levou um milhão de anos para se formar. 
A inclinação do eixo da Terra varia em pouco mais de 2 graus; ela é estabilizada pela massa relativamente grande da Lua. Em contraste a inclinação de Marte varia em dezenas de graus. Quando a inclinação (ou obliquidade) é baixo, os polos são os locais mais frios do planeta, enquanto o equador é o mais quente – tal como na Terra. Isso faz com que os gases na atmosfera, como água e dióxido de carbono, migrem em direção ao polos, onde acabam por se congelar. Quando a obliquidade é maior, os polos recebem mais luz solar, fazendo com que estas substâncias migrem para outros locais. Quando o dióxido de carbono se move para longe dos polos, a pressão atmosférica aumenta, causando talvez uma diferença na capacidade do vento de transportar e depositar a areia.  Ainda, com mais água na atmosfera grãos de areia se grudam e formam camadas. Este estudo da espessura das camadas foi executado utilizando-se mapas topográficos estéreo obtidos a partir do processamento dos dados da câmera de alta resolução a bordo da  Mars Reconnaissance Orbiter da NASA.